# Elsinoë dracophylli
Elsinoë dracophylli är en svampart som beskrevs av P.R. Johnst. & Beever 1994. Elsinoë dracophylli ingår i släktet Elsinoë och familjen Elsinoaceae.   Inga underarter finns listade i Catalogue of Life.